# Aulacia riedeli
Aulacia riedeli es un insecto coleóptero de la familia Chrysomelidae.
Fue descrita científicamente por primera vez en 2004 por Medvedev.